# Plasa Iernut
Plasa Iernut a fost o unitate administrativă în cadrul județului Târnava Mică (interbelic). Reședință de plasă era comuna Iernut.

## Demografie
La recensământul din 1930 au fost înregistrați 19.786 locuitori, dintre care 12.603 români (63,7%), 6.147 maghiari (31,1%), ș.a. Sub aspect confesional populația era alcătuită din 8.637 greco-catolici (43,7%), 4.423 reformați (22,4%), 4.415 ortodocși (22,3%), 1.965 romano-catolici (9,9%), 560 mozaici (2,5%) ș.a.

## Materiale documentare

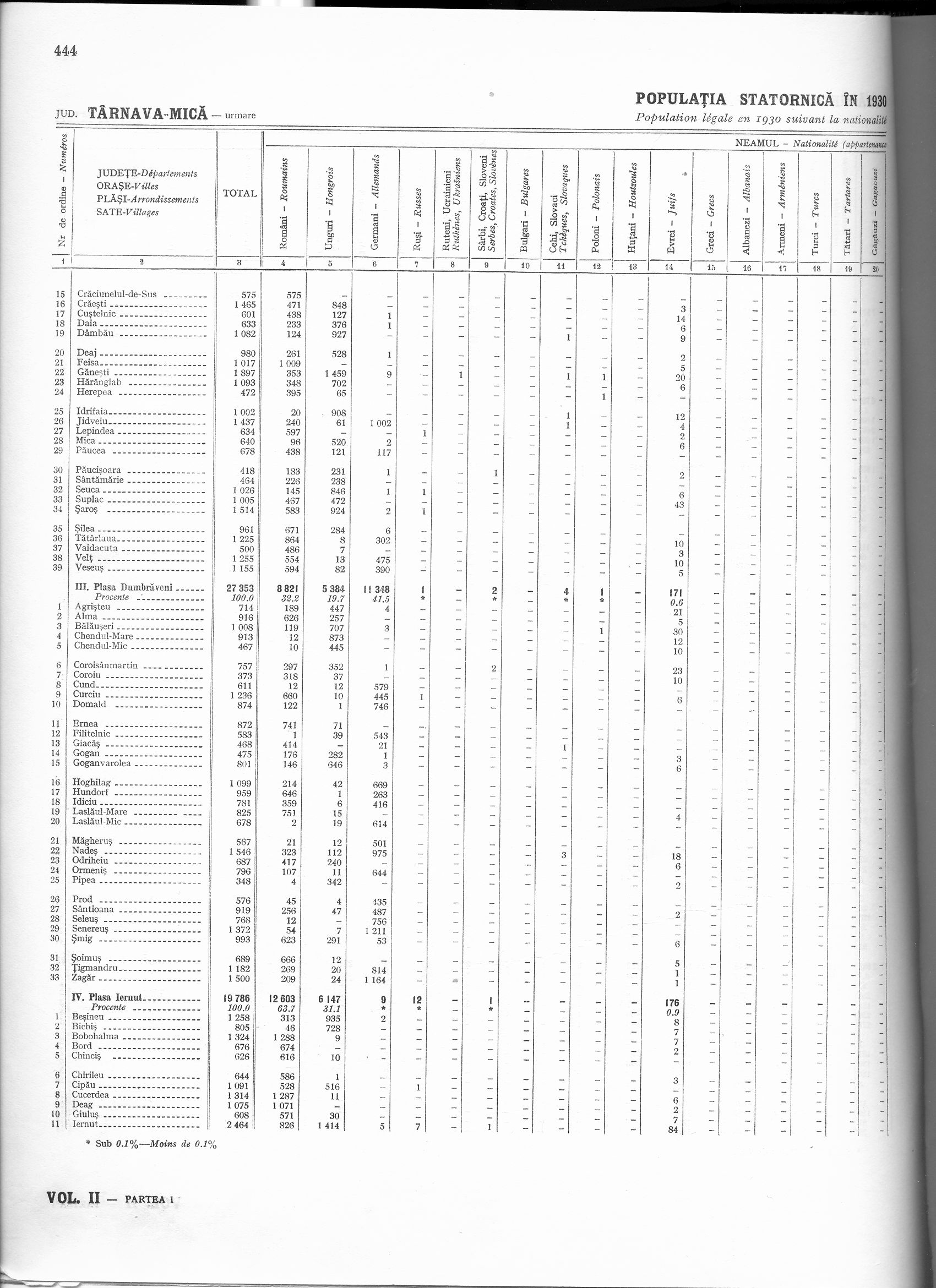
Datele aferente plășii Iernut la recensământul din 1930 (Etnii)
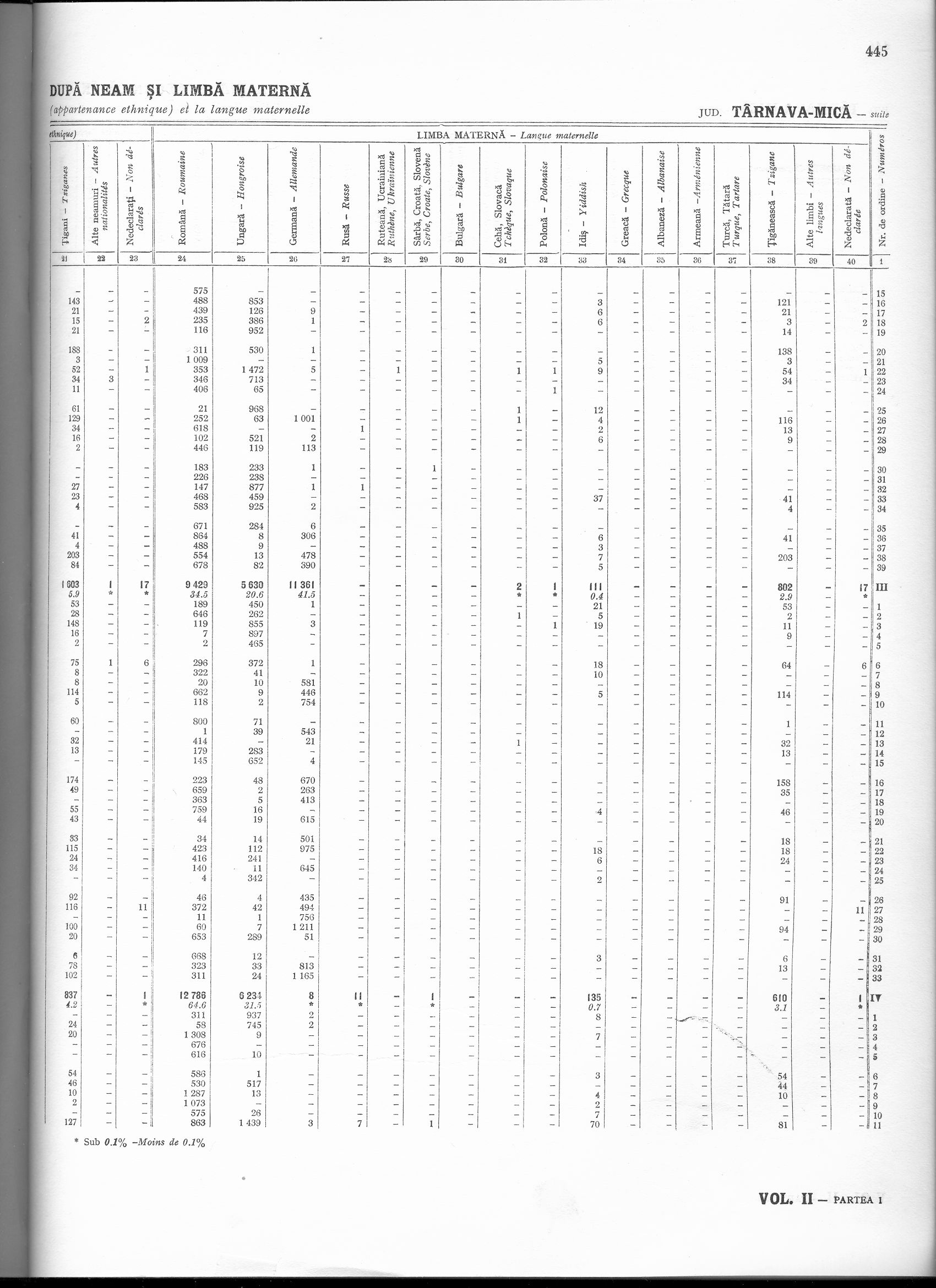
Datele aferente plășii Iernut la recensământul din 1930 (Etnii - continuare)
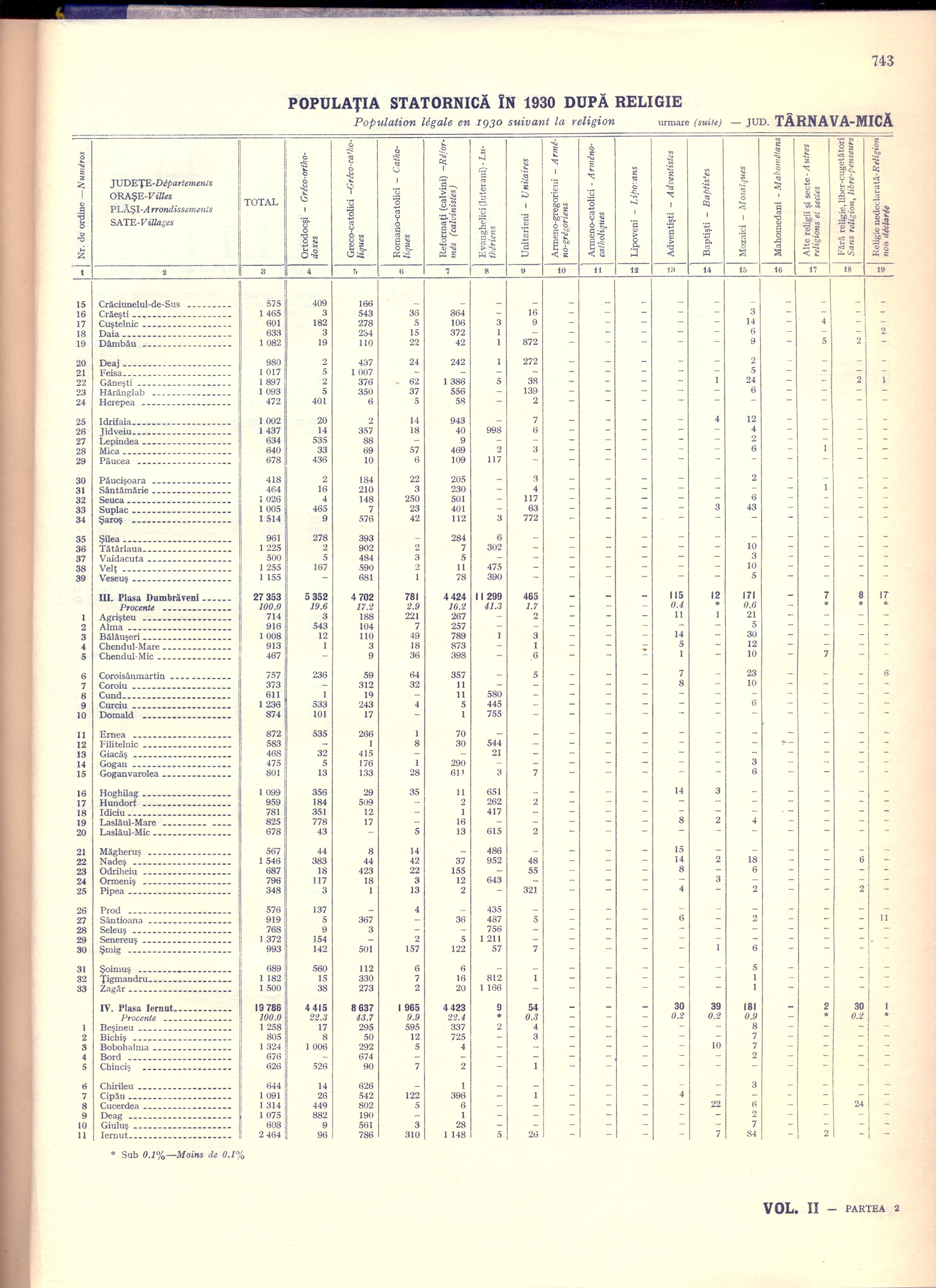
Datele aferente plășii Iernut la recensământul din 1930 (Confesiuni)